# مرثیه‌خوانی برای عیسی
مرثیه‌خوانی برای عیسی یا سوگواری بر پیکر مسیح، مجموعه آثاری است که هنرمندان مسیحی از مرثیه و سوگواری بر بالین مسیح پس از پائین کشیده‌شدن از صلیب می‌پردازند.

## نگارخانه

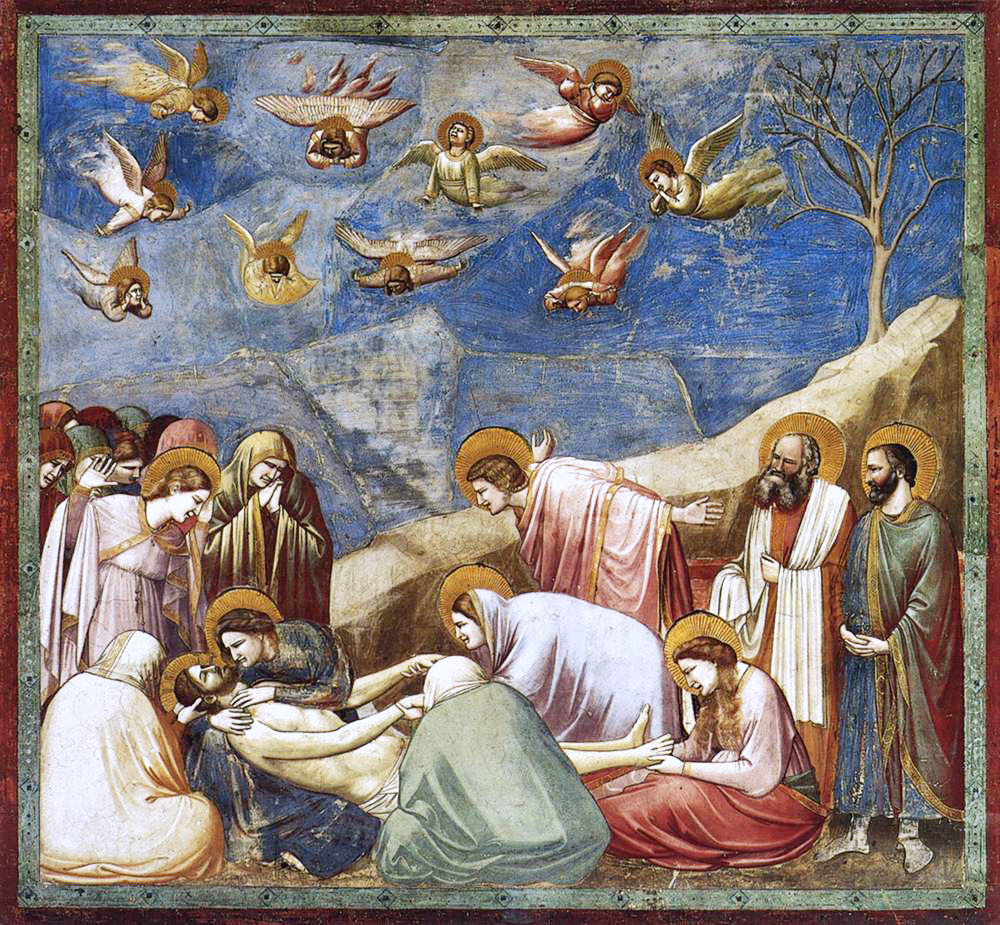
مرثیه‌خوانی برای عیسی بین ۱۳۰۴ تا ۱۳۰۶ م. اثر جوتو دی بوندونه
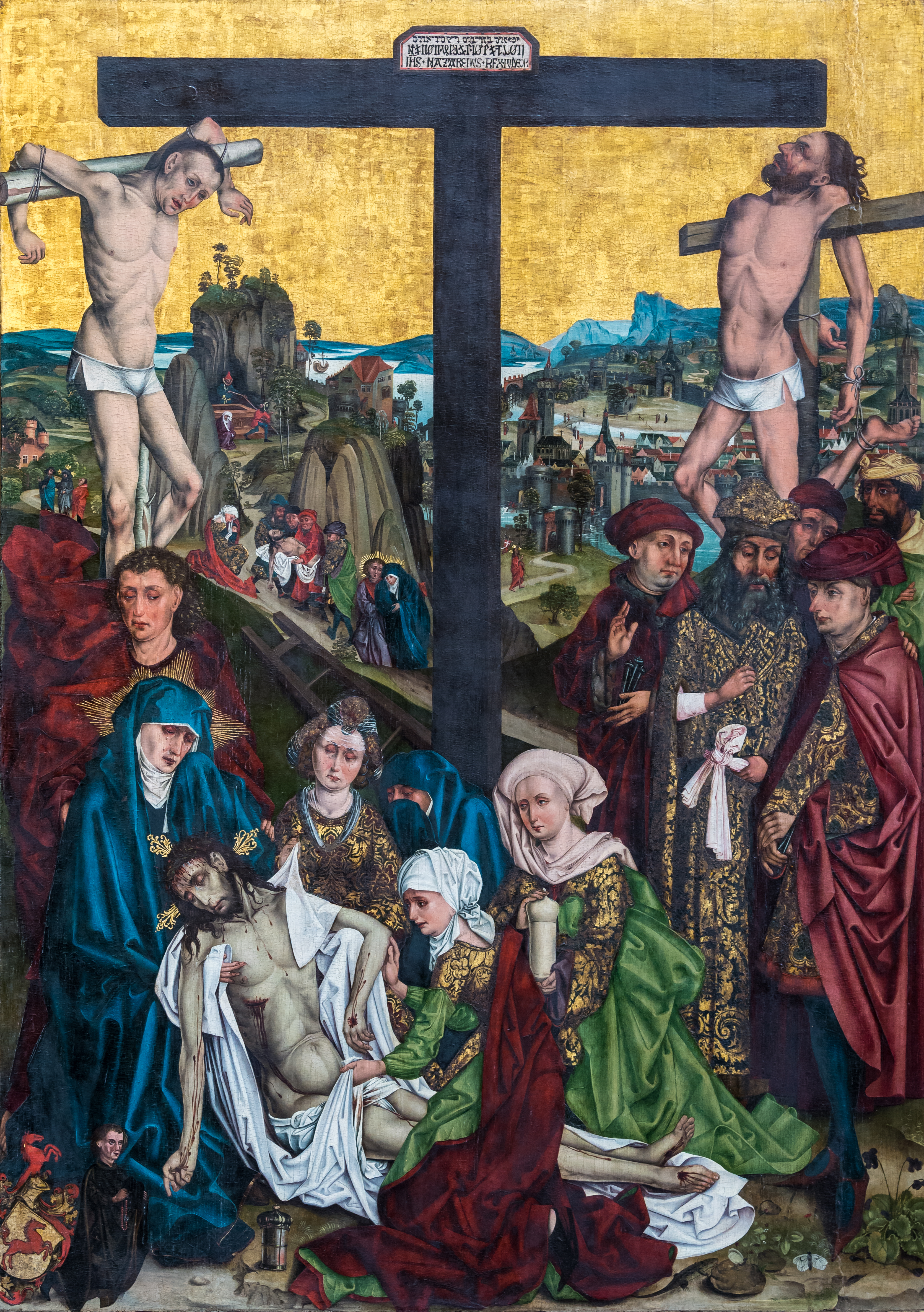
سوگواری بر پیکر مسیح ۱۴۸۴ م. اثر میکائیل ولگموت
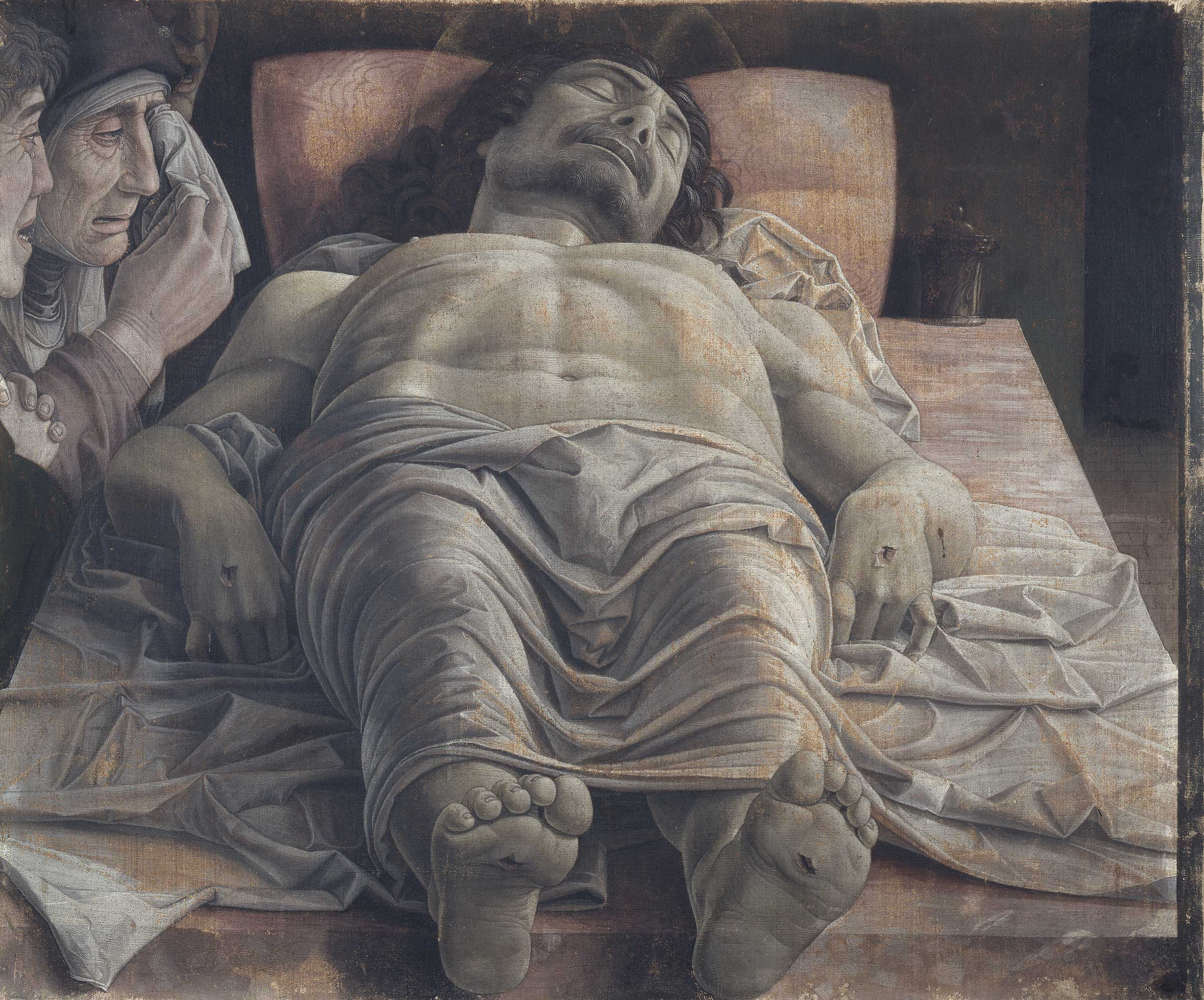
در سوگ مسیح حوالی ۱۴۸۰ م. اثر آندرئا مانتنیا
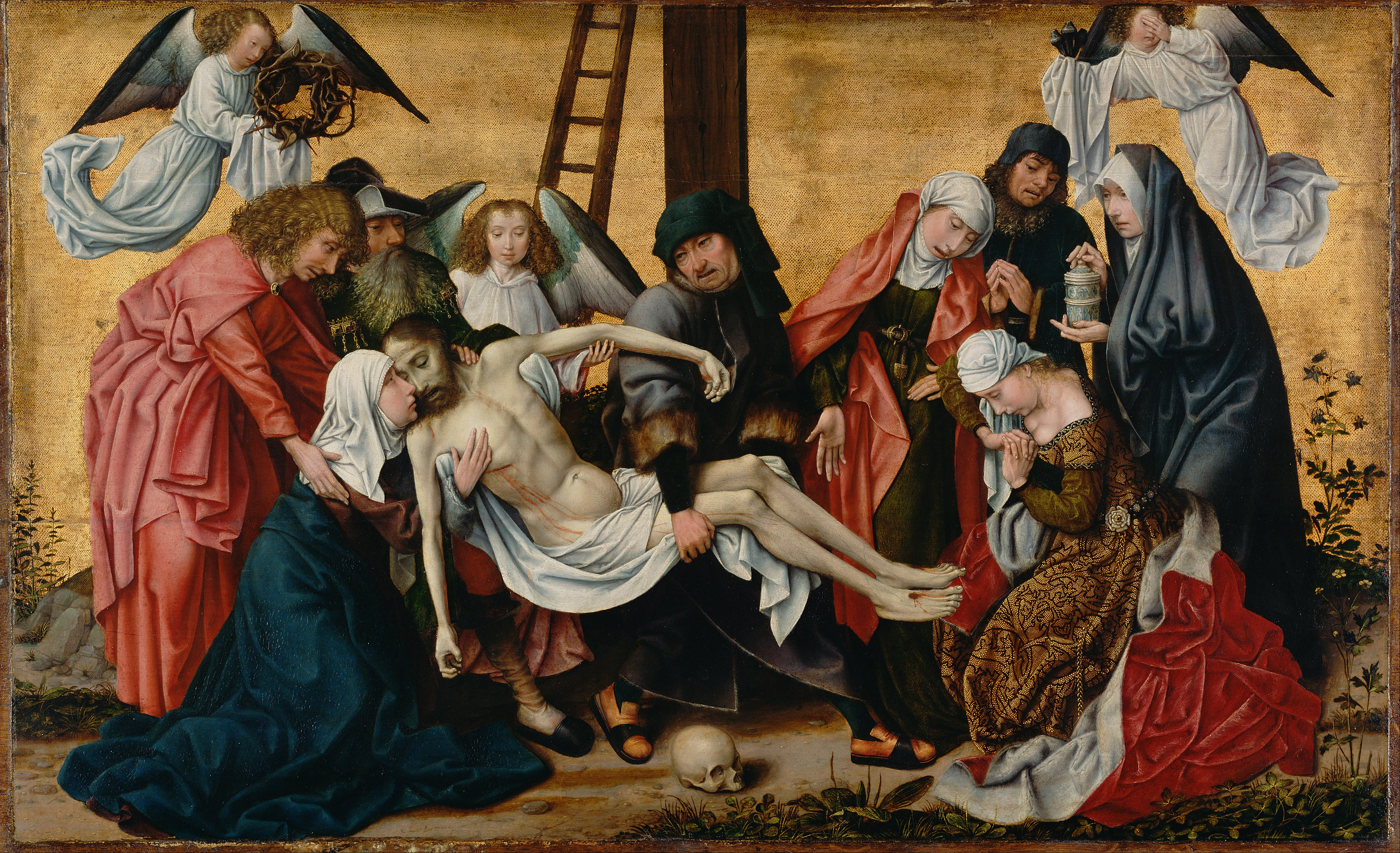
سوگواری بر پیکر مسیح (منسوب به شاگردان فان در ویدن) حوالی ۱۴۹۰ م. مرکز گتی
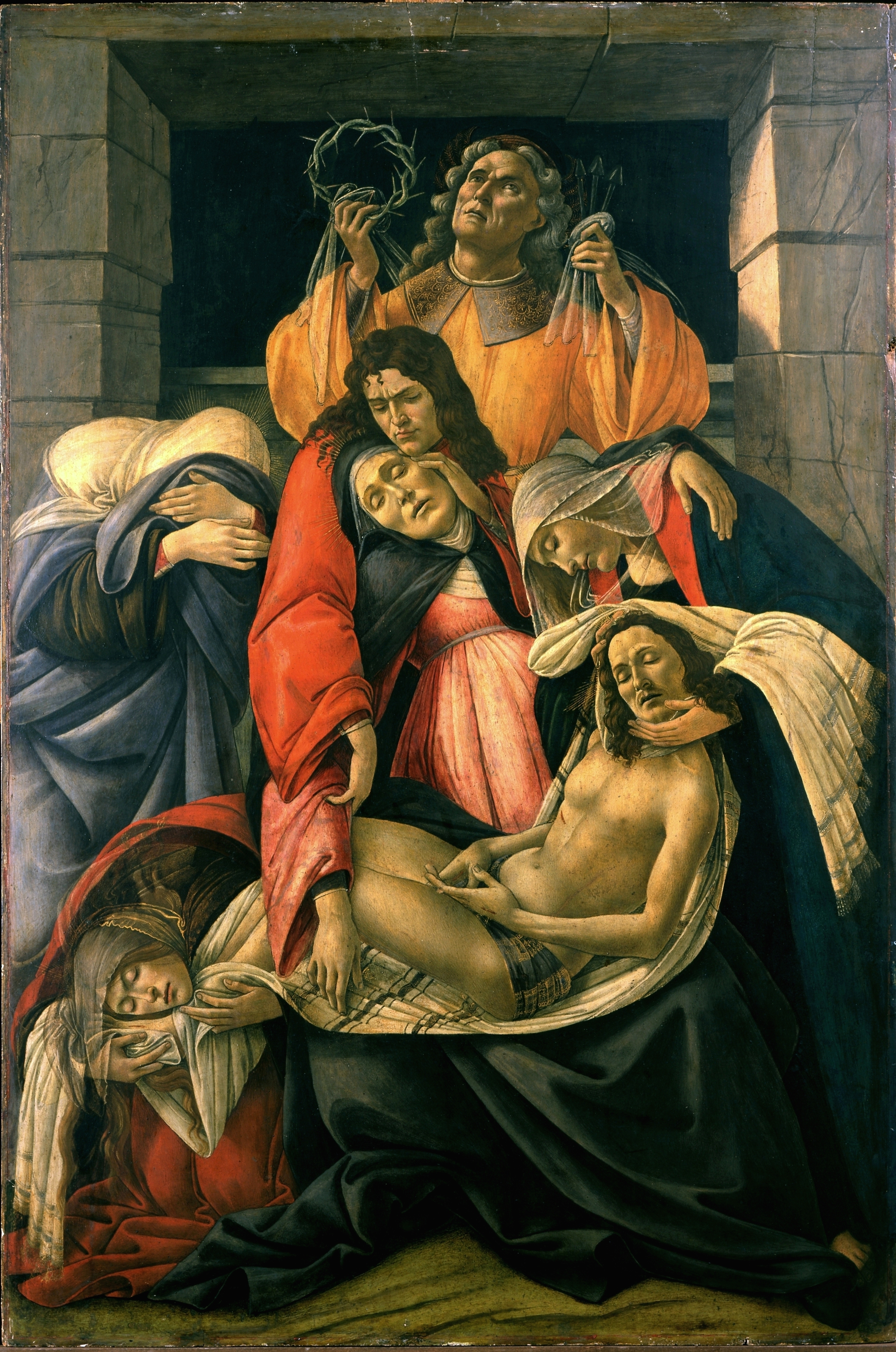
مرثیه‌خوانی برای عیسی حوالی ۱۴۹۵ م. اثر ساندرو بوتیچلی موزهٔ پولدی پزولی
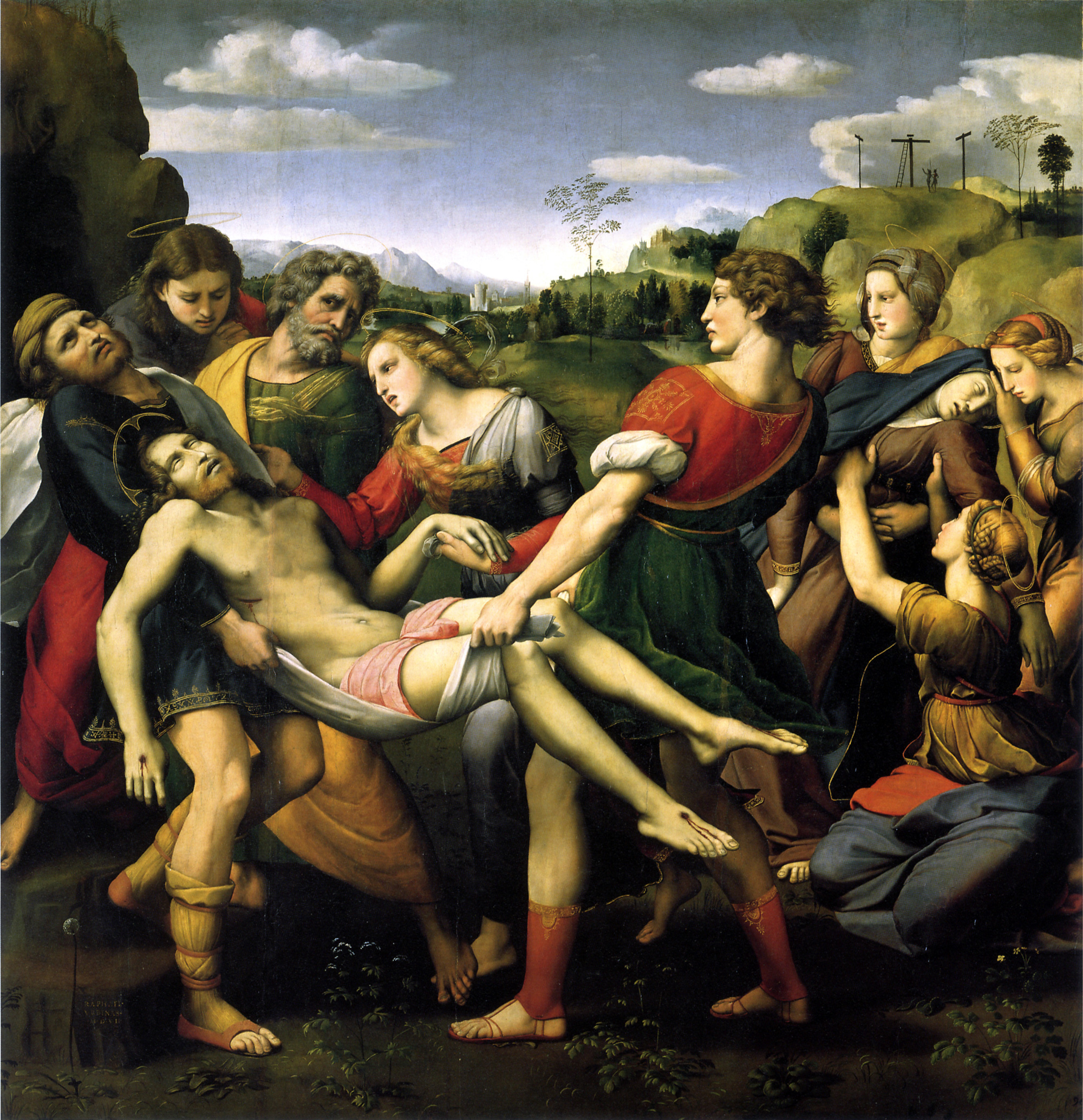
سوگواری حین انتقال پیکر مسیح
۱۵۰۷ م.
اثر رافائل